# Mamoroallo Tjoka
'Mamoroallo Tjoka (sinh 25 tháng 10 năm 1984 tại Hà Seqhoe, Malehloana, Lesotho) là một vận động viên chạy đường dài người Basotho thi đấu trong nội dung marathon tại  và Thế vận hội mùa hè 2012 và 2008. Cô là người cầm cờ của Lesotho trong lễ khai mạc Thế vận hội Mùa hè 2012.